# Liste der Naturdenkmale in Oberpierscheid
Die Liste der Naturdenkmale in Oberpierscheid nennt die im Gemeindegebiet von Oberpierscheid ausgewiesenen Naturdenkmale (Stand 13. April 2024).

## Naturdenkmale
| Nr.         | Bezeichnung                  | Lage                         | Beschreibung               | Bild                                    |
| ----------- | ---------------------------- | ---------------------------- | -------------------------- | --------------------------------------- |
| ND-7232-390 | Hängebuche im Schlosspark Me | Merkeshausen, bei Nr. 2 Lage | Fagus sylvatica f. pendula | Direkt Bild zu diesem Denkmal hochladen |